# Markus Kleemann

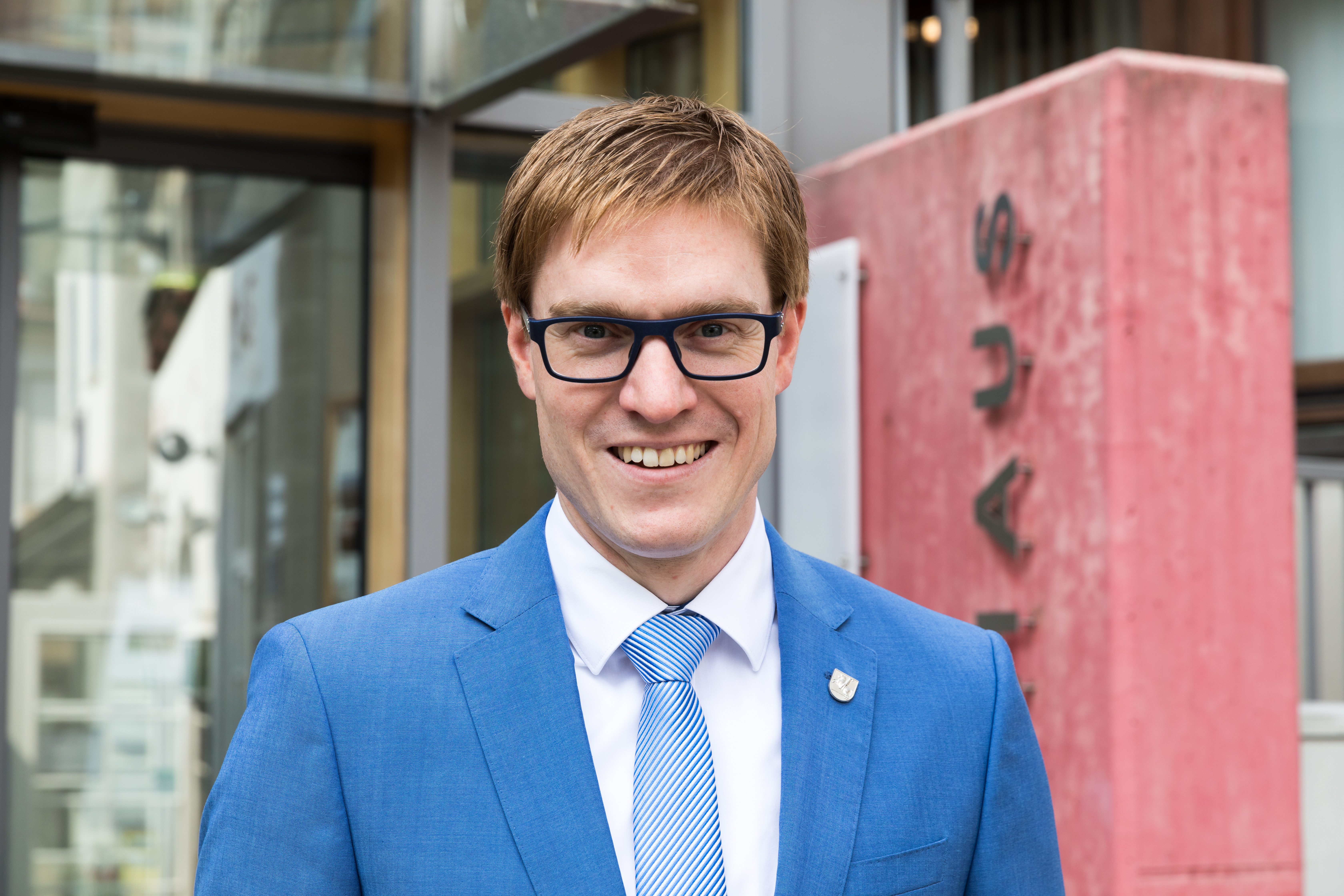
Markus Kleemann

Markus Kleemann (* 12. Juli 1984 in Heilbronn) ist ein deutscher Politiker (CDU). Er ist seit 2025 Oberbürgermeister von Sindelfingen. Zuvor war er von 2015 bis 2025 Bürgermeister von Oberstenfeld.

## Leben
Kleemann wuchs in Nordheim auf. 2004 legte er das Abitur am Hölderlin-Gymnasium Lauffen am Neckar ab. Anschließend leistete er Wehrdienst. Ab 2005 studierte er Politik- und Verwaltungswissenschaft an der Universität Konstanz sowie Public Management und Governance an der Zeppelin Universität in Friedrichshafen. 2010 schloss er sein Studium ab. Von 2011 bis 2015 war er Parlamentarischer Referent der CDU-Landtagsabgeordneten Friedlinde Gurr-Hirsch.
Am 10. Mai 2015 wurde Kleemann im zweiten Wahlgang mit 50,8 Prozent der Stimmen zum Bürgermeister von Oberstenfeld gewählt. Er trat das Amt im Juli 2015 an. Am 23. April 2023 wurde er mit 95,2 Prozent der Stimmen im ersten Wahlgang für eine zweite Amtszeit wiedergewählt.
Am 25. Mai 2025 wurde Kleemann in der Stichwahl mit 50,2 Prozent der Stimmen zum Oberbürgermeister von Sindelfingen gewählt. Er folgte Bernd Vöhringer nach und trat das Amt am 1. August 2025 an.
Kleemann ist seit 2016 Mitglied des Landesvorstands der Kommunalpolitischen Vereinigung der CDU Baden-Württemberg. Von 2019 bis 2025 war er Mitglied des Kreistags des Landkreises Ludwigsburg. Von 2020 bis 2025 war er Vorsitzender der Europa-Union Deutschland im Landkreis Ludwigsburg. Zudem ist er seit 2024 als Lehrbeauftragter an der Hochschule für öffentliche Verwaltung und Finanzen Ludwigsburg tätig. Er ist Ehrenbürger von Verbicaro, der italienischen Partnerstadt von Oberstenfeld.